# PZL W-3 Sokół
O PZL W-3 Sokół (em polaco o nome significa Falcão) é um helicóptero utilitário de porte médio, e de origem polaca. Trata-se de um aparelho bimotor de dois lugares, que conta com um rotor principal de quatro pás e outro de cauda de três pás. Tem versões desenhadas para missões de transporte de pessoas e carga (também para resgate aéreo), busca e resgate e de ataque, (o seu nome é Anakonda).

## Desenvolvimento
O helicóptero W-3 Sokol ('Falcão') é o primeiro helicóptero totalmente desenhado e construído em série na Polónia. Em 1970, a Polónia e a URSS assinaram um acordo de cooperação para a construção e o desenvolvimento de um helicóptero polivalente. O projecto foi iniciado pela empresa WSK PZL Świdnik em 1973 sob a direcção de Stanisław Kamiński. Em 1976 esteve pronto o primeiro protótipo e o Sokol fez o seu primeiro voo em 16 de Novembro de 1979. Desde então foi certificado na Polónia, Rússia, EUA  e Alemanha. Após um programa de desenvolvimento bastante prolongado, a produção começou durante o ano de 1985 em quantidades limitadas. As primeiras vendas do Sokół multi propósito foram para a Polónia e ao Bloco dos países do Leste antes da queda do comunismo, o que permitiu a PZL Swidnik ampliar sua base de vendas. Com a dissolução do Pacto de Varsóvia, a PZL abriu-se ao Ocidente e em 1989 iniciou a construção de um novo modelo (variante). Para isso desenvolveu o melhorado Swidnik PZL Sokol W3A encaminhado a conseguir a certificação ocidental. A certificação, sob a norma FAR Pt 29 norte-americana concedeu-se em maio de 1993, enquanto a certificação alemã foi concedida em Dezembro desse mesmo ano. Em  30 de Julho de 1992 lançou seu primeiro voo, o modelo de produção na variante civil. Também  exportam uma versão militar.
A versão actual do W-3A2, que recebeu a aprovação da Polónia no dia 7 de Março de 2003, conta com um sistema electrónico de voo EFIS, isto é, um piloto automático de quatro eixos que junto com o GPS realiza a localização e traça uma rota de voo de forma autónoma. Ademais, para as tarefas de resgate e transporte, é possível empregar voo automático até ao lugar pré-definido.
O Sokol é um desenho e construção convencional, com dois turbo-eixos PZL-10W, que se baseiam no PZL-10S versão com licença dos turbo-hélices TVD-10B de desenho russo que potenciam o An-28 de construção polaca também baixo licença. Materiais compostos são utilizados nas três pás do rotor de cauda e nas quatro pás do rotor principal.
O Sokol oferece-se em uma série de variantes e é capaz de realizar uma faixa de missões típicas de helicópteros, incluído o transporte de passageiros, transporte VIP, transporte de carga, EMS (serviços de emergência Médica de alguns países), evacuação médica, extinção de incêndios além de busca e resgate.
A máquina é operada em sua versão tanto civil, como militar na República Checa, Alemanha, Espanha, Myanmar, Chile ( Conaf Corporação Nacional Florestal), Polónia (Sily Powietrzne Rzeczypospolitej Polskiej), Portugal, Coreia do Sul, Rússia e os Emirados Árabes Unidos. Até ao dia 13 de Setembro de 2005 construíram-se um total de 146 máquinas completas e cinco das cabines das oito séries do W-3.

## Histórico operacional
Desde 2003 quatro W-3WA foram operados pelo Grupo Independente de Ataque Aéreo (Grupa Samodzielna Powietrzno-Szturmowa em polaco) das forças polacas no Iraque. Um deles (número de série 360902) caiu em um acidente perto de Kerbala, em 15 de Dezembro de 2004. Três soldados morreram e outros três ficaram feridos.
No dia  3 de abril de 2015 em Nijar (Almería) aparece tombado uma das variantes de carga pintado de amarelo e matrícula EC-KIR, utilizado até o verão de 2014 na luta contra incêndios. As autoridades pesquisam como foi possível aparecer ali, na região não se encontraram  passageiros, cargas ou pilotos.

## Especificações
Predefinição:Especificaciones de aeronave

### Características Gerais
- Tripulação: 2
- Capacidade: 12 passageiros ou 4 macas e 1 médico.
- Carga: 2 100 kg (4 628,4 lb)
- Longitude: 14,2 m (46,6 ft)
- Diâmetro do rotor principal: 15,7 m (51,5 ft)
- Altura: 5,1 m (16,9 ft)
- Área circular: 193,6 m² (2 083,9 ft²)
- Peso vazio: 3 850 kg (8 485,4 lb)
- Peso útil: 2 550 kg (5 620,2 lb)
- Peso máximo ao decolar: 6 400 kg (14 105,6 lb)
- Planta motriz: 2× Turboeje WSKPZL Rzeszów PZL-10B.
  - Potencia: 671 kW (925 HP; 912 CV) cada um.

### Rendimento
- Velocidade máxima operativa (Vno): 260 km/h (162 MPH; 140 kt)
- Velocidade cruzeiro (Vc): 238 km/h (148 MPH; 129 kt)
- Alcance: 745 km (402 nmi; 463 mi)
- Alcance: 1 224 km (661 nmi; 761 mi)
- Teto de vôo: 4 910 m (16 109 ft)
- Razão de subida: 9,3 m/s (1 831 ft/min)

## Usuários

### Usuários militares
Argélia
- Força Aérea Argelina 8 unidades.

República Checa 

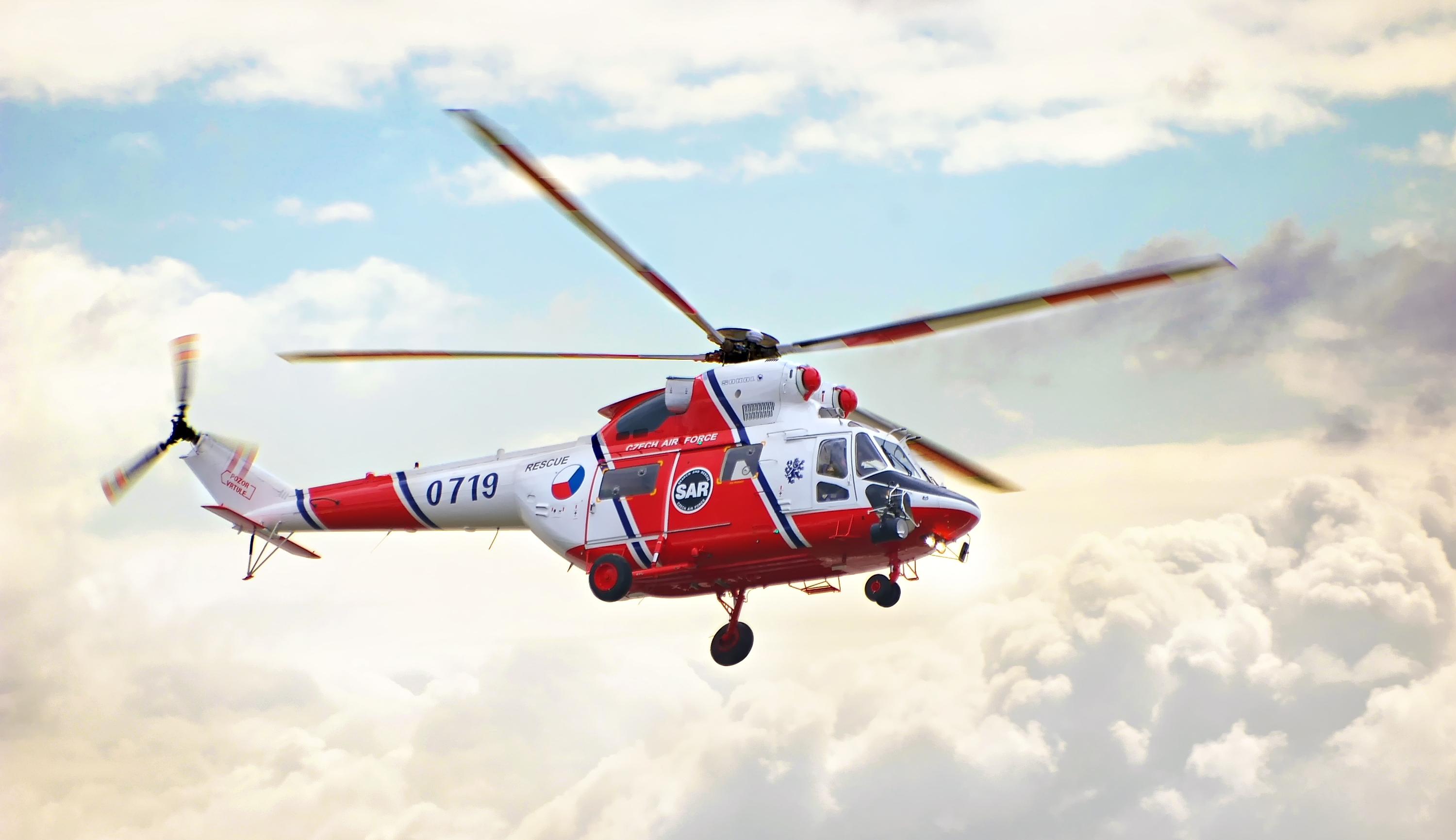
PZL W-3A da Força Aérea Checa.

- Força Aérea Checa: recebeu onze aeronaves W-3A.

 Iraque
- Força Aérea Iraquiana recebeu duas W-3A (números de série 370912 e 370914) em 2006, mas o contrato expirou e ambos helicópteros foram devolvidos a PZL Świdnik.

 Myanmar
- Força Aérea de Myanmar: recebeu 13 aeronaves, das quais 12 W-3 e 1 W-3UT.

Polonia 
- Força Aérea Polaca 23 unidades.
- Exército Polaco 39 unidades.
- Armada Polaca 9 unidades (7 W-3RM Anakonda).

 Filipinas
- Força Aérea Filipina 8 unidades.

### Usuários civis
Chile Chile

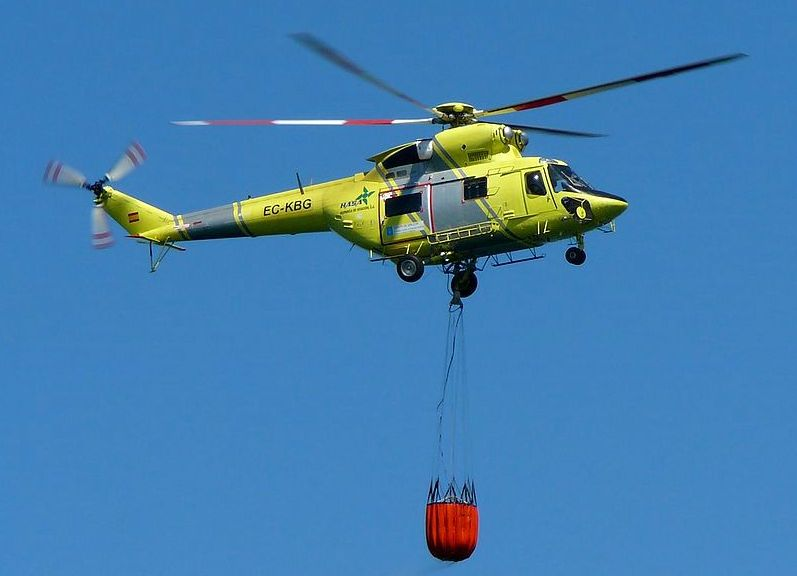
Um W-3A Sokol da Hispânica de Aviação.

- Corporação Nacional Florestal opera um W-3A (número de série 370917, CC-ACJ).

Italia Italia
- Eliwork dispõe de um W-3AM (número de série 370705, I-SOKL) e um W-3AS (número de série 310314, I-SOKO).

 Nigéria
- Okada Air comprou um W-3 (número de série 310413).

Polonia Polonia
- Heliseco
- Lotnicze Górskie Pogotowie Ratunkowe
- Petrobaltic Gdańsk

 Coreia do Sul
- Helikorea
- Citi Air

 Espanha
- Helibravo: um W-3A2 (número de série 370508) e um W-3AM (370705).
- Hispânica de Aviação comprou nove aeronaves - cinco W-3AS, três W-3AM e um W-3A.
- Junta da Galiza para apagar incêndios florestais.